# Fistula arteriovenoasă
O fistulă arteriovenoasă este o conexiune sau un pasaj anormal între o arteră și o venă. Aceasta poate fi congenitală, creată chirurgical pentru tratamentul prin hemodializă, sau dobândită datorită procesului patologic, cum ar fi o traumă sau eroziunea unui anevrism arterial.

## Prezentare

### Condiții asociate
- Telangiectazie hemoragică ereditară

### Complicații
La fel ca anevrismul cerebral, o fistulă arteriovenoasă intracerebrală se poate rupe din cauza hemoragiei subarahnoidiene.

## Cauze
Cauzele acestei afecțiuni includ:
- Congenitale (defect de dezvoltare)
- Ruptura arterială anevrism într-o venă adiacentă
- Leziuni penetrante
- Necroza inflamatorie a vaselor adiacente
- Creată în mod intenționat (de exemplu, Cimino fistula ca acces vascular pentru hemodializă). Sângele trebuie aspirat din corpul pacientului și, deoarece arterele nu sunt ușor accesibile în comparație cu venele, sângele poate fi aspirat din vene. Problema este că pereții venelor sunt subțiri în comparație cu cele ale arterelor. Fistula AV este soluția pentru această problemă, deoarece, după 4-6 săptămâni, pereții venelor devin mai groși datorită presiunii arteriale ridicate. Astfel, această venă poate tolera acum înțepăturile acelor în timpul sesiunilor de hemodializă.

## Mecanism
Când se formează o fistulă arteriovenoasă care implică o arteră majoră precum aorta abdominală, aceasta poate duce la o scădere mare a rezistenței periferice. Această rezistență periferică redusă determină inima să crească debitul cardiac pentru a menține fluxul sanguin adecvat la toate țesuturile. Manifestările fizice ale acestui lucru constau de obicei într-o tensiune arterială sistolică relativ normală, însoțită de scăderea tensiunii arteriale diastolice, rezultând o mai mare presiune a pulsului.
Fluxul sanguin normal în artera brahială este de 85 până la 110 mililitri pe minut (mL/min). După crearea unei fistule, fluxul sanguin crește imediat la 400–500 mL/min și la 700–1000 mL/min în decurs de 1 lună. O fistulă brachiocefalică deasupra cotului are un debit mai mare decât o fistulă radiocefalică la încheietura mâinii. Atât artera, cât și vena se dilată ca răspuns la fluxul sanguin mai mare și stresul de forfecare, dar vena se dilată mai mult și devine „arterializată”. Într-un studiu, vena cefalică a crescut de la 2,3 mm la 6,3 mm diametru după 2 luni. Când vena este suficient de mare pentru a permite canulație, fistula este definită ca „matură”.
O fistulă arteriovenoasă poate crește preîncărcarea. Șuntul AV, de asemenea, reduce postîncărcarea inimii. Acest lucru se datorează faptului că sângele ocolește arteriolele, ceea ce duce la o scădere a rezistenței periferice totale (TPR). Șuntul AV crește atât rata și volumul de sânge care revine la inimă.

## Diagnostic
Ultrasunete